# Karneval (Manga)
Karneval (jap. カーニヴァル, Kānivaru) ist eine Mangaserie der japanischen Zeichnerin Tōya Mikanagi. Sie erscheint von 2007 bis 2021 in Japan, ist in die Genres Fantasy und Shōjo einzuordnen und wurde 2013 als Anime-Serie verfilmt.

## Inhalt
Der etwa 13-jährige Nai (无) lebte so lange wie er sich erinnern kann bei dem 18-jährigen Karoku (嘉禄). Doch eines Tages ist dieser verschwunden. Auf der Suche nach ihm findet Nai nur dessen Armband zwischen Pfützen von Blut. Als er weiter sucht, trifft er in einem alten Anwesen den 15 Jahre alten Dieb Gareki (花礫), der ebendieses gerade plündern will. Nai schließt sich dem intelligenten Gareki an, doch bald geraten die beiden ins Visier zweier Organisationen. Zum einen werden sie von Circus verfolgt, einer staatlichen Organisation, die gegen besonders gefährliche Kriminelle vorgeht. Zum anderen gibt es Kafka, deren Mitglieder im Geheimen verbotene genetische Experimente durchführen.

## Veröffentlichungen
Der Manga erschien ab dem 28. August 2007 (Ausgabe 10/2007) im Manga-Magazin Monthly Comic Zero-Sum des Verlags Ichijinsha in Japan. Die Serie wurde im Oktober 2021 abgeschlossen. Die Kapitel erschienen auch in 28 Sammelbänden. Eine deutsche Übersetzung erschien von April 2012 bis April 2023 bei Egmont Manga. Die letzten sechs Bände erschienen in zwei Sammelausgaben. Die Übersetzung stammt von Monika Hammond. Madman Entertainment veröffentlicht die Serie bereits auf Englisch in Australien und Neuseeland, Ki-oon bringt sie in Frankreich heraus. Yen Press lizenzierte sie im September 2014 für die USA.
Zum Manga existieren auch Umsetzungen als Hörspielreihe. Den Ausgaben 10–11/2009 lag jeweils eine Hörspiel-CD bei. Zusätzlich erscheint seit dem 25. März 2010 von Frontier Works eine Hörspielreihe. Bis 6. November 2013 erschienen acht Teile, wobei ein weiterer für den 23. April 2014 geplant ist.

## Anime
Studio Manglobe adaptierte den Manga als Anime-Fernsehserie unter der Regie Eiji Suganuma, während das Character Design von Toshie Kawamura stammt.
Die 13 Folgen umfassende Serie wurde vom 5. April bis 28. Juni 2013 nach Mitternacht (und damit am vorigen Fernsehtag) auf Asahi Hōsō ausgestrahlt. Binnen einer Woche folgten Tokyo MX, TV Aichi und AT-X, sowie ab 13. April BS11. Die Serie wurde in den USA von Funimation lizenziert, die sie als Simulcast englisch untertitelt streamten.
Für die Stimmen der Figuren wurden die Sprecher des Hörspiels beibehalten.
Die Veröffentlichung auf sieben DVD und Blu-Rays erfolgte zwischen 28. Mai bis 22. November 2013 in Japan bei Bandai Visual. Diese enthielt zudem englische Untertitel.

## Synchronisation
| Rolle   | Synchronsprecher (Seiyū) |
| ------- | ------------------------ |
| Nai     | Hiro Shimono             |
| Gareki  | Hiroshi Kamiya           |
| Yogi    | Mamoru Miyano            |
| Hirato  | Daisuke Ono              |
| Jiki    | Yuichi Nakamura          |
| Tsukumo | Aya Endo                 |